# 普宁交通
普宁交通以陆路交通为主，高速公路、国道、省道、县道与市政道路共同构建成交通网络，厦深铁路于市境东南经过并设有普宁站，地处揭阳潮汕机场的服务圈内。

## 发展历史

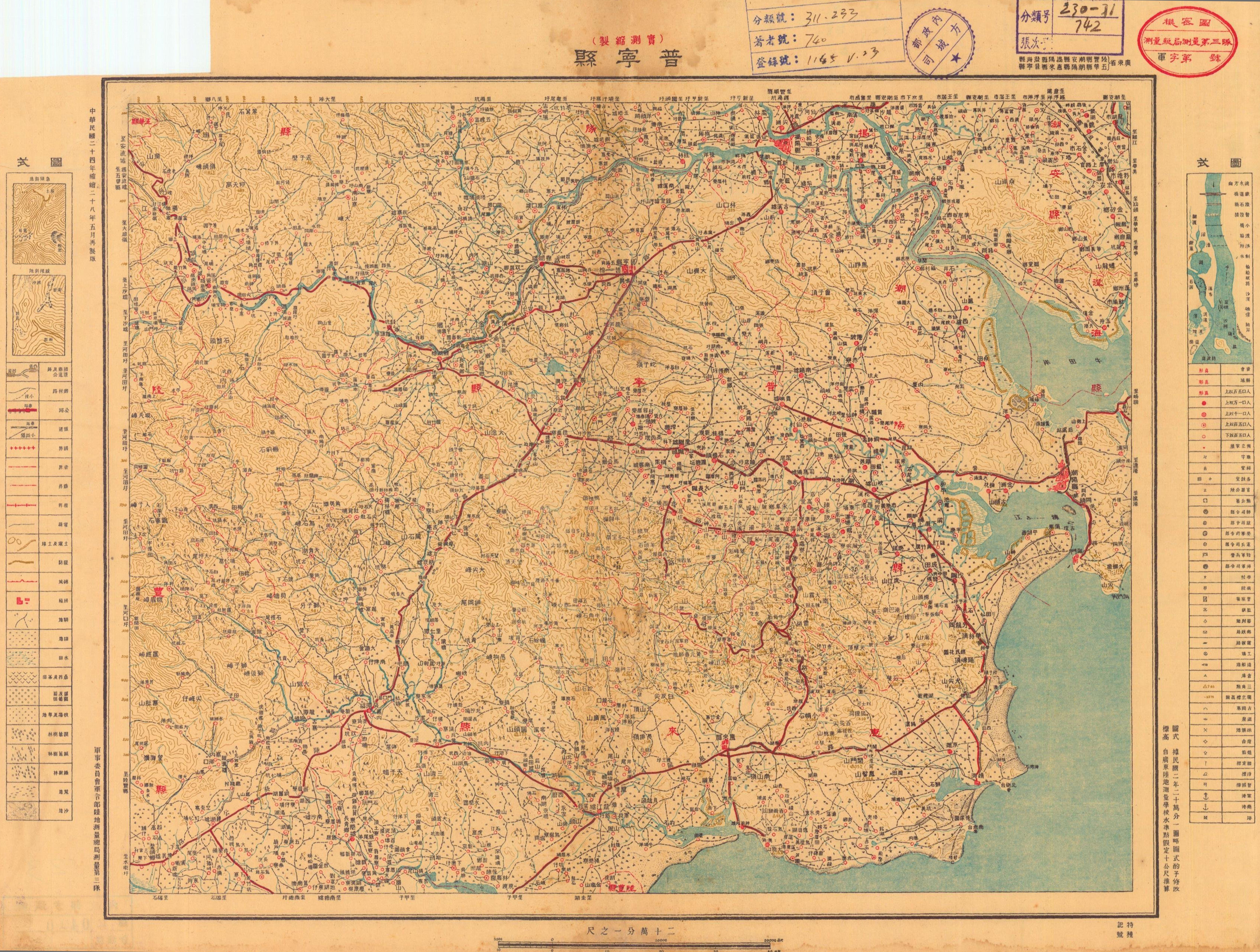
中华民国大陸时期
今日之普宁市域分属普宁、惠来、陆丰、潮阳及揭阳四县,但市域交通网络已初显轮廓

普宁现代交通肇始于民国15年3月广东省建设厅制订的广东省东路第一干线公路规划，其北线自西南往东北穿过当时的普宁县域。民国17年（1928年）9月28日遂开筑公路，作为广东东区开筑公路之试点。两年后的民国19年，普揭公路通车，为今普宁市域内首段通车公路。普揭公路长23.5公里，连接今天市域北部的洪阳城区以及揭阳市榕城区，有8.4公里位于当时的普宁县域。
同年，普益长途汽车公司成立并申请得普揭公路的行车权，于普属第二区的乌石设总站，并于普属第一区及揭阳县设分站，成为普宁商办客运、货运之始。随后在同一年普陆公路、普汕公路相继通车，使得通车里程可远达陆丰县城及汕头蜈田等地，普益长途汽车公司的营运业务也相继延伸到这些线路上。
民国21年，连接普宁与五华的普华公路分段相继通车，至11月15日通车至河婆。民国22年（1933年）全程9.2公里均位于当时普宁县域的普东公路通车，联络普宁城及当时的普属第六区公所所在地棉湖东关桥。抗战期间，普宁公路损毁严重，直到民国37年（1948年）石桥头至池尾、普宁城至池尾才开始先后修复通车，直到1951年全境国道省道才得到全部修复。1953年池揭公路被拓宽至双车道，成为普宁市域最早的多车道公路。
1949年中共建政后，国营潮汕运输公司在今市城区设立潮汕运输公司流沙办事处，主营普宁境内陆路运输业务；随后于1954年珠江内河航运管理局潮梅办事处榕江港务所在里湖、洪阳两港也设置了调配组管理该处的水上运输业务，练江航道次年也在桥柱港设立港务组。
1956年田心至桥柱公路（2公里）、里坪公路里湖至梅林段（13.5公里）、大南山公路（又称流隆公路）流沙至石头圩段（3.5公里）相继通车，其中10月1日里湖至梅林公路为南阳山区最早通车公路。
1957年开放木帆船自由承托运输实行定港定线定货源地，里湖、钟堂港务组被撤销，全普设有榕江水系的里湖、钟堂、练江水系的桥柱、龙江水系的高埔4个运输社。同年5月的暴雨山洪中，广汕、安池、里坪、大南山等公路多处被毁。1958年大南山公路、里坪公路、白洪公路相继贯通。1959年6月练江大桥建成，经北港河流域联络北普宁与东普宁的交通干道被打通，同月普宁境内安池、里坪、占洪、葵和公路多段为暴雨所毁。1960年5月再降特大暴雨使得普宁全境对外公路交通全面中断，当月开始陆续恢复通车。1961年大南山公路改线通车，1962年通车公路先后延伸到南阳圩、鮜溪乡等边缘山区。
1972年冬，汕头地区汽车运输公司普宁县汽车运输公司改设普宁汽车运输站。1973年1月16日汕头地区航运管理局在普宁设立分支机构。1980年普宁国营事业与香港九龙明记旅运公司合资设立普宁县小客车服务公司，经营往返普宁与深圳之客运，外资首次进入普宁运输领域。1985年境内广汕、池揭、安池3条主干公路实现渣油表处路面改造。1985年4月16日，广汕公路之东风路开始进行市政道路化改造，奠定了今日流沙大道之雏形，为普宁最早的市政道路之一。

## 陆路交通

### 普通公路
普宁于民国19年（1930年）广东省东路第一干线公路在境内贯通后，次第修建了联络邻近外埠的交通线。抗战胜利后广汕公路被划入国道系统，即为今日之国道G324福昆公路。国道G324是目前于普宁过境的唯一一条国道，始建于民国17年（1928年），此后经多次损毁修复及局部改线。
国道G324福昆公路于南阳山区的月塘（属高埔镇）入境形成首段的寒妈径公路，沿大南山山地及南阳山丘陵间的谷地往东北走向，越高埔镇及马鞍山农场后自南向北穿过云落镇全境，过云翠湖（寒妈水库）后进入中心城区，于黄竹坑（属池尾街道）处分出G324复线，该段复线由普宁大道及陈沙公路陈店段组成，东连潮惠高速池尾互通立交，于汕头市潮南区陈店镇重新汇入G324。普宁市区的G324中心城区段则沿池尾大道南林青至塘边段走向后转向东北沿市区南部干道城南大道全线走向，自西向东经过池尾街道、流沙西街道、流沙南街道，于东埔（流沙南、流沙东两街道交界处）沿流沙大道及东风路东延线走向经占陇、军埠两镇后，于石桥头进入汕头市境内。
除国道G324外，省道S236揭神公路、省道S237灰田公路、省道S238长池公路亦于普宁市域过境。

### 高速公路
普宁境内的高速公路始建于1998年12月28日，2001年12月竣工通车的普惠高速公路是普宁市域最早的高速公路，起于黄竹坑经云落、梅林、高埔三镇后进入惠来县境内与G15深汕高速公路互通，普宁境内段长26.55公里。同年全长46.01公里的揭普高速公路开工，自普惠高速池尾预留接口处北上，过中心城区外围的池尾街道及燎原镇，过白坑湖后线路向西调整，经大坝、赤岗、洪阳、南溪四镇于三福村过榕江进入揭阳市揭东县，并于揭阳立交处连接G78汕梅高速公路。
如今普惠高速公路与揭普高速公路已被纳入广东高速公路系统S17潮惠高速公路，另规划有S14汕湛高速公路及S20潮莞高速公路于普宁过境，与潮惠高速交汇并与市内公路互通。

### 铁路
普宁最早的铁路规划出现在广漳铁路（广州至漳州）的早期规划中，为今日广梅汕铁路的比较线路，但最后因多种原因被弃用，1990年代在原线路的基础上规划了广汕铁路南线，西起大亚湾，过鲘门、汕尾市区、海丰县城、陆丰市区后，经葵潭进入普宁市境内，于西郊梅塘镇设普宁站后于揭阳市榕城区接入广梅汕铁路，以缩短原有广梅汕铁路运距80多公里，但始终没有正式兴建。
2008年1月6日，厦深铁路广东段开始动工兴建，其中32.6公里于普宁市域过境，并于中心城区东南隅设有普宁站。厦深铁路为客货运并用干线，自普宁市区东郊的龙门（属南径镇）进入普宁境内，经林内、平洋山，志古寮、西社后进入普宁火车站站场，出站后在益岭进入广州铁路集团公司管内客运专线中最长的隧道——12.8公里的大南山隧道，再进入惠来县境内。
除此之外，普宁境内还规划有广梅汕铁路揭神支线过境，为神泉港疏港铁路。

### 城市交通
普宁中心城区的大规模营建始于20世纪中叶原普宁县治南移后，加之规划有序使得道路方向性与连续性较强，形成了干线与环线相结合的道路网络，目前已建成的主干道路有流沙大道、普宁大道、城西大道、池尾大道、广达路、赤华路、新光路、文竹路、城北大道、城南大道等。
普宁市区道路按交通联络作用的大小以及路幅，分别以大道、路、街等作为后缀，较长道路则分段命名：南北向干道多以流沙大道为分界，广达路是唯一以长春路为分界的南北向干道；而东西向干道则无统一分界。道路命名既有取该路连接两地地名组合命名，如南（园）平（湖）路、金（叶园）池（尾）路，也有以所经地现今或历史地名作为路名，如城北大道、广达路。除此之外，还有沿袭故名（如福宁路）、方位（如广南路）、地标（如马嘶岩路）等命名方式。
1991年元旦普宁始有公交线路运营，是广东省最早的县级公共汽车运营系统，计程车则主要由普宁市宝成出租汽车有限公司及普宁市天马汽车旅游有限公司两家运营。

## 其他
县制时期普宁境内榕江、练江、龙江三大水系均有内河航运，但随着陆路交通日益发达水运渐趋式微。普宁没有海岸线，但以普宁市区为中心的100公里范围内有汕头港、汕尾港、神泉港等多处海港，普宁全境均位于其腹地。
1937年7月普宁于鸣岗建有城南机场，抗战期间被毁后于1947年修复，一直作为军用机场，中共建政后被废弃，20世纪末曾有在英歌山建设小型机场的计划但向未实行。普宁航空客运先后由汕头外砂机场、揭阳潮汕机场所服务，今揭阳潮汕机场于普宁市区设有离岸的候机楼。